# Hospital Durand

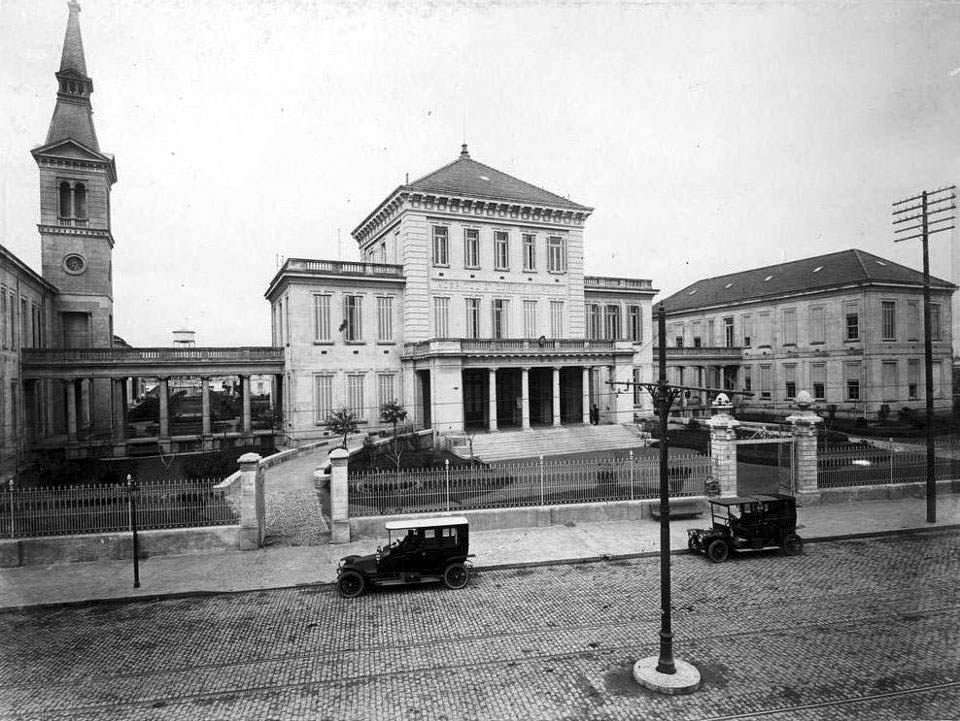
Edificios originales inaugurados en 1913, desde la Av. Díaz Vélez. (Fuente: AGN)

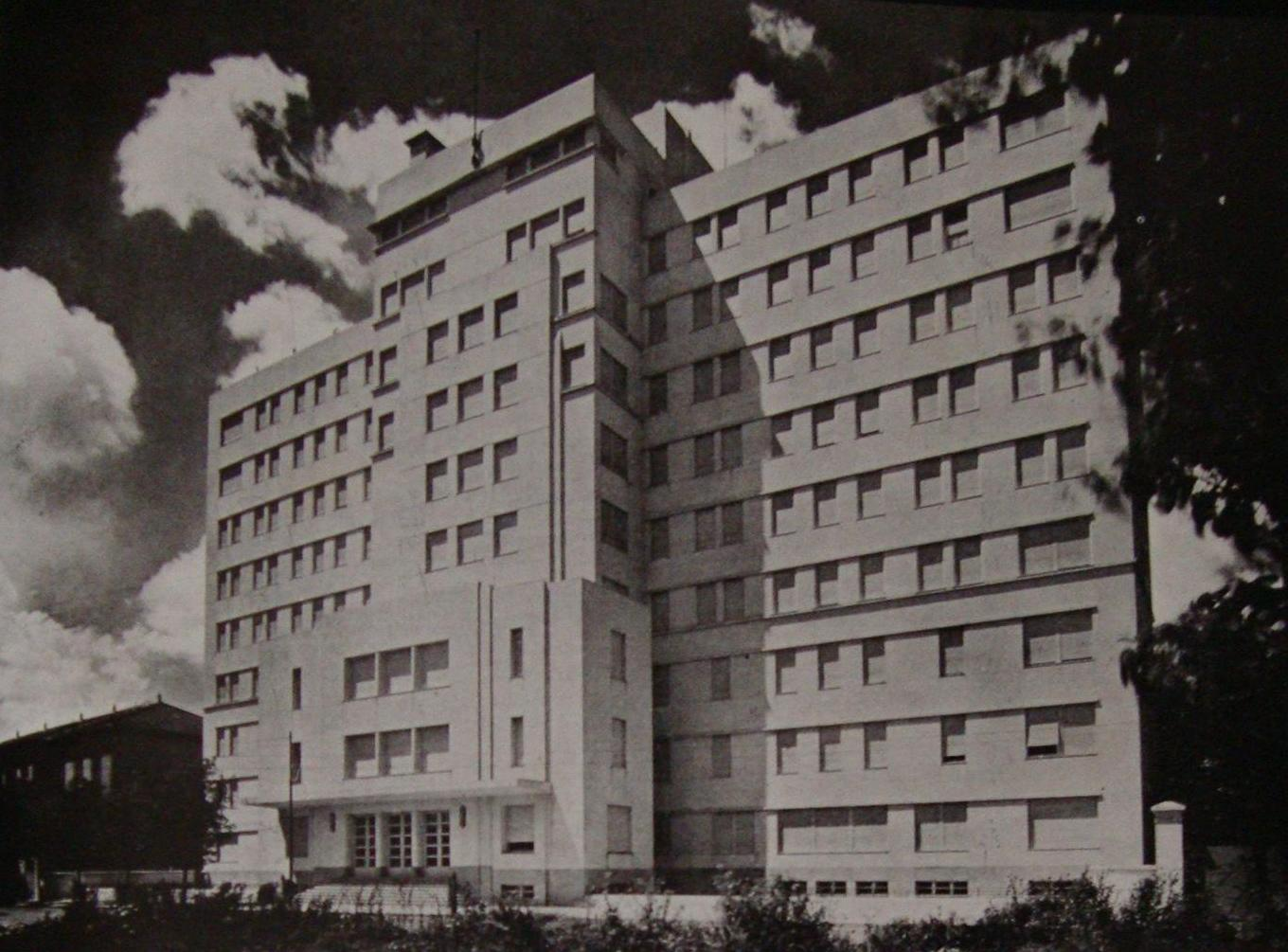
El Instituto de Perfeccionamiento Médico - Quirúrgico, agregado en 1941

El Hospital General de Agudos "Carlos G. Durand" (conocido como Hospital Durand) es uno de los hospitales públicos metropolitanos de la ciudad de Buenos Aires, Argentina. Se trata de un Hospital Universitario de alta complejidad asociado a la Universidad de Buenos Aires. Cuenta con un edificio moderno, construido en la década de 1970 a metros del Parque Centenario (barrio de Caballito), y su dirección es Avenida Díaz Vélez 5044.

## Historia
Este hospital debe su existencia al médico Dr. Carlos G. Durand, un hombre de una vida tortuosa que en su testamento indicó que donaba todo su capital para la construcción de "un Hospital para Hombres".
El Dr. José Penna estuvo a cargo de la elección de un terreno, y terminó decidiéndose por la antigua Quinta Ezpeleta, en Caballito. Se realizó en 1907 un concurso arquitectónico de proyectos, y luego de la selección de Juan Antonio Buschiazzo como ganador, la construcción quedó a cargo del Ingeniero Alfredo Buschiazzo. [cita requerida]
La piedra fundamental se colocó el 20 de junio de 1909. Pero las obras se demoraron y además requirieron nuevas partidas presupuestarias. Las llaves del edificio fueron entregadas a la Municipalidad de Buenos Aires el 18 de marzo de 1912, pero aún el hospital no estaba listo para operar, por lo cual los plazos se extendieron más y se necesitó de más fondos.
El Hospital Carlos G. Durand fue inaugurado finalmente el 28 de abril de 1913. Con el tiempo, prontamente se hicieron necesarias ampliaciones, y el servicio se extendió también a las mujeres.

### Ampliaciones y reformas
En 1950 hubo un período de incorporación de pabellones, en su mayoría dedicados a atender enfermos crónicos. En 1944 se creó la Dirección Nacional de Salud, dependiente del Ministerio
del Interior, el hospital fue ampliado entre 1947 y 1951, duplicándose su capacidad como parte de la nueva concepción de la salud estatal que imprimió la gestión del ministro Ramón Carrillo.
Pasadas varias décadas, se hizo necesaria la construcción de un nuevo edificio de concepciones acordes a la medicina actual, llamado "Centro Médico Complementario". Por ello se llamó a un nuevo concurso de proyectos, en el año 1971. El ganador fue el estudio de Manteola, Petchersky, Sánchez Gómez, Santos, Solsona y Viñoly.[cita requerida] Las obras se extendieron sobre los siguientes años y significaron la demolición casi total del antiguo hospital, exceptuando el más reciente Instituto Médico-Quirúrgico, actual Pabellón Romano, y el pabellón ubicado más al oeste, el Pabellón Rayos, que aún conserva intacta su estructura original. }En 2005 se abrió un nuevo edificio de guardia
En la actualidad posee problemas de infraestructura, entre ellos la falta de calefacción.

### Carlos G. Durand
El Dr. Durand fue un médico recibido en 1846 que consiguió reconocimiento en la segunda mitad del siglo XIX, su padre era francés y médico. El Dr. Durand era el médico partero de las mujeres de clase alta de la ciudad de Buenos Aires.
El Dr. Carlos Durand tenía 44 años cuando se casó en 1869 con Amalia Pelliza Pueyrredón de 15 años. Carlos la llevó a vivir a la casona en la calle Lavalle casi esquina Suipacha, convivían con la hermana Carolina y una gran cantidad de empleadas y criadas. Al poco tiempo de casados Amalia enfermó gravemente, tuvo viruela, se salvó, pero la enfermedad dejó marcas en todo su rostro. El Dr. Durand había rescatado a tres niñas de la Casa de Niños Expósitos, les dio su apellido pero les había impuesto el servicio doméstico de su casa. El Dr. Durand estableció una estricta vigilancia sobre su mujer, al tiempo que dispuso ahorrar en todo tipo de gastos, le prohibió las salidas a Amalia , solo podía salir autorizada por él. La prohibición alcanzó a todas las criadas de la casa. Amalia no tenía contactos con el exterior a menos que fueran autorizados por su esposo. En 1901 Amalia decide escapar de la casa y se presenta para litigar su divorcio y el juez niega la separación. Cuando Amalia tenía 47 años se fuga y se lleva algunas pertenencias.
El Dr. Durand a los 74 años y ya enfermo decide hacer su testamento, Amalia fue desheredada. Dispuso que casa donde vivían fuera vendida y lo obtenido se dividiera en cinco partes uno de los cuales favorecía a sus primas Petrona y Genoveva , el 50% de los cuatro quintos se destinaba a una de las niñas huérfanas y el restante 50% se dividía en partes iguales entre otra niña de la misma edad, Elena y la criada Celia de 25 años. El resto de la herencia serviría para la creación de un hospital que debería llevar su nombre. Los bienes del Dr. Durand eran muchos, la casa donde vivía, otra propiedad en la calle Talcahuano, ocho viviendas en las calles Rivadavia y Libertad, terrenos en Caballito, otra casa en la calle Viamonte, una en Flores, cédulas del Banco Hipotecario, plazos en el Banco Español y Río de la Plata y otro en Banco de Londres.
En 1904 muere el Dr. Durand y el albacea de su testamento emprende su tarea.
Amalia Pelliza Pueyrredón muere en la pobreza.